# Steve Marlet
Steve Marlet (Pithiviers, 10 de janeiro de 1974) é um ex-futebolista francês que atuava como atacante. Atualmente é diretor-esportivo do Red Star.

## Carreira
Marlet iniciou a sua carreira no Red Star, em 1991. Disputou 137 partidas em cinco temporadas no clube da região metropolitana de Paris, marcando 42 gols, sendo contratado em seguida pelo Auxerre, onde permaneceu entre 1996 e 2000 (107 jogos e 25 gols).
No Lyon, Marlet jogou apenas 1 temporada, suficiente para que o Fulham, recém-promovido para a Premier League, investisse 11,5 milhões de libras para sua contratação. No entanto, as fracas atuações de Marlet levaram o dono do Fulham, Mohamed Al-Fayed, ir aos tribunais processar o ex-treinador dos Cottagers, Jean Tigana, por conta do alto investimento no atacante. Com a reputação prejudicada pelas acusações, Marlet foi emprestado ao Olympique de Marseille, onde ficou até 2005. Neste mesmo ano, voltou ao Fulham, mas não constava nos planos do time para a temporada 2005-06.
Em 2006, assinou com o Lorient, recém-promovido à Ligue 1. Em um ano defendendo os Merlus, esteve em 22 jogos e marcou apenas um gol. Fora dos planos do time, ele não teve o seu contrato renovado, tornando-se então um jogador livre. Em outubro de 2007, treinou no Ipswich Town, mas as negociações não progrediram. Voltaria ao Red Star pouco depois, visando manter a forma enquanto procurava um clube para continuar a carreira.
Marlet recebeu propostas de Chicago Fire e Stade de Reims, sem sucesso. Após não conseguir encontrar uma equipe para defender, ficou dois anos longe dos gramados. Em 2009, surpreendeu ao assinar com o Aubervilliers, time do CFA-2, onde foi o capitão e principal jogador. Em dois anos, foram 44 partidas e 22 gols. Em 2011, retornou ao Red Star, clube onde iniciaria a carreira vinte anos antes.
Ao final da temporada 2011-12, Marlet anunciou o encerramento de sua carreira como atleta, entretanto continuou no Red Star, trabalhando como auxiliar-técnico por uma temporada.

## Seleção Francesa
Marlet jogou 23 partidas pela Seleção Francesa, marcando 6 gols. Estreou pelos Bleus em novembro de 2000, tendo vencido 2 edições da Copa das Confederações (2001 e 2003).
Não-convocado pelo técnico Roger Lemerre para jogar a Copa de 2002, o atacante disputou ainda a Eurocopa de 2004.

## Títulos
França
- Copa das Confederações: 2001 e 2003